# Список глав правительства Ирландии

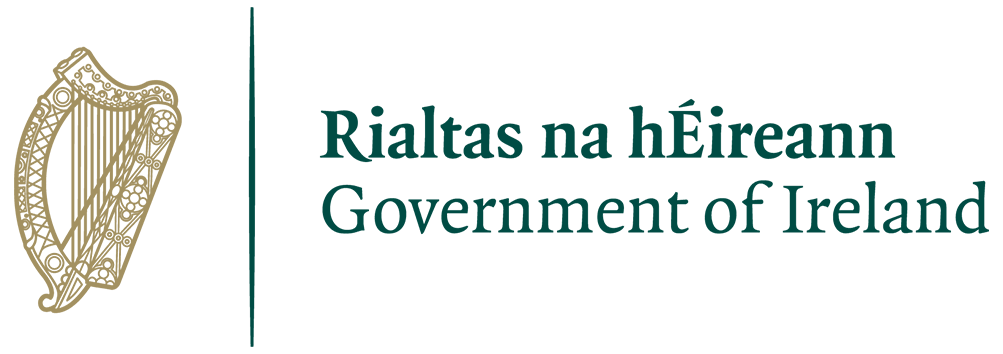
Логотип правительства Ирландии

Список глав правительства Ирландии включает руководителей ирландского национального правительства с 1919 года, когда была провозглашена Ирландская Республика, существовавшая в период войны за национальную независимость. В настоящее время согласно конституции, принятой на референдуме 1937 года и вступившей в силу 29 декабря 1937 года, главой правительства и фактическим главой исполнительной власти является ти́шек (англ. и ирл. Taoiseach), выдвигаемый Дойл Эрен и утверждаемый президентом.
Согласно конституции и специального закона 2003 года государственными являются английский (ирландский вариант) и ирландский языки, в соответствии с этим наименование государства и государственных органов и должностей указываются на этих языках.
У тишека отсутствует официальная резиденция, каждый проживает в своем собственном доме. Для официальных государственных мероприятий они могут использовать государственный гостевой дом Стюардс Лодж в Феникс-парке в Дублине.
В столбце «Выборы» отражены состоявшиеся выборные процедуры, по результатам которых был избран формировавший правительство состав Дойл Эрен. Использованная в первых столбцах таблиц нумерация является условной, также условным является использование в первых столбцах таблиц цветовой заливки, служащей для упрощения восприятия принадлежности лиц к различным политическим силам без необходимости обращения к столбцу, отражающему партийную принадлежность. Для удобства список разделён на принятые в ирландской историографии периоды истории государства. Приведённые в преамбулах к каждому из разделов описания этих периодов призваны пояснить особенности политического процесса.

## Ирландская Республика (1919—1922)

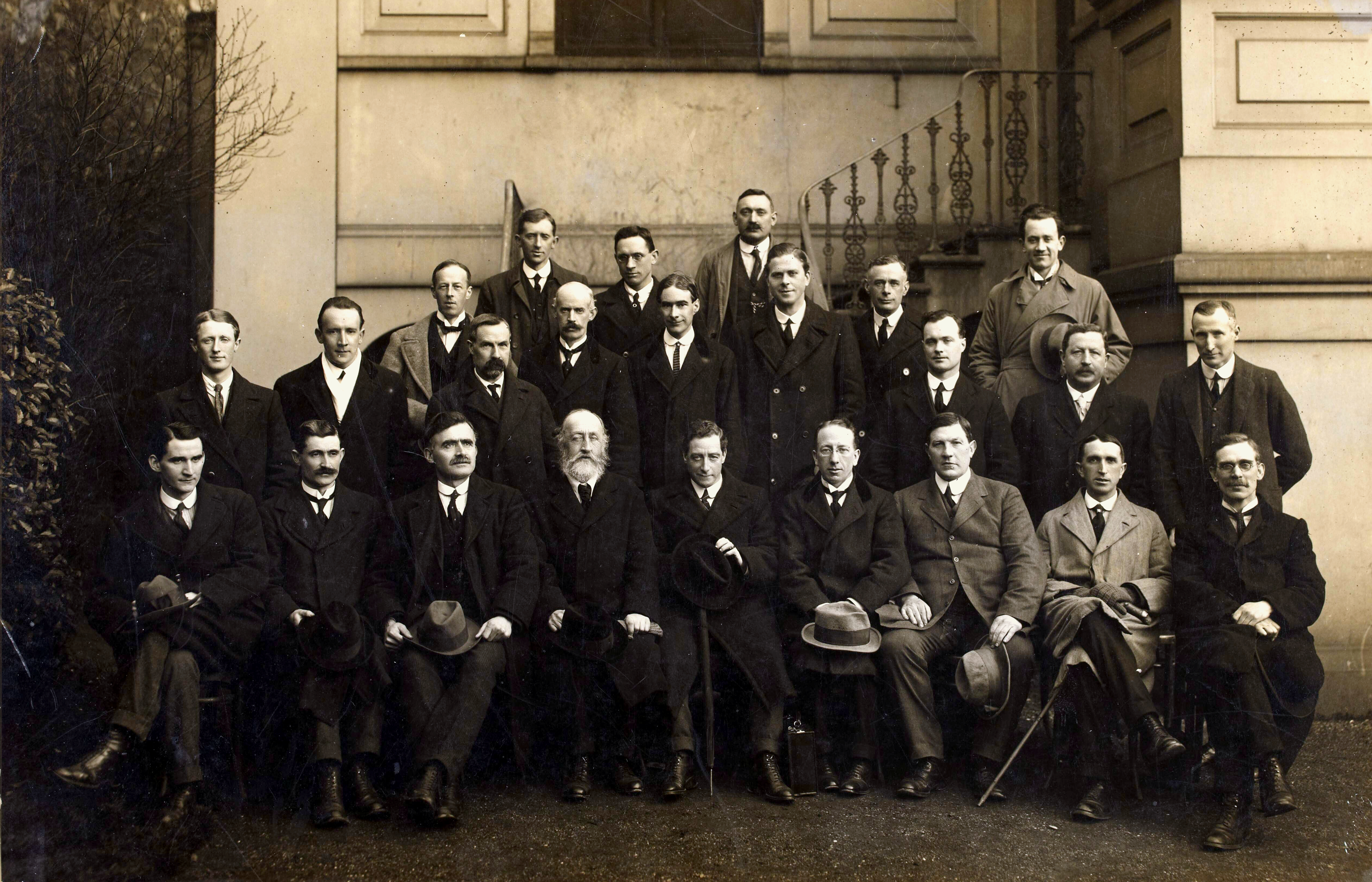
Групповая фотография членов первого Дойл Эрен, 22 января 1919 года

Ирландская Республика (ирл. Poblacht na hÉireann или ирл. Saorstát Éireann, англ. Irish Republic) — самопровозглашённое государство, которое существовало с 1919 по 1922 год на острове Ирландия в период войны за её независимость.
Независимость Ирландии была провозглашена 21 января 1919 года Дойл Эрен (ирл. Dáil Éireann, англ. Assembly of Ireland), однопалатным парламентом, о создании которого объявили избранные в декабре 1918 года в парламент Великобритании депутаты, представлявшие партию Шинн Фейн (получившую 73 из 105 полагающихся депутатских мест), и отказавшиеся заседать в Вестминстере.
Республика претендовала на всю территорию острова, но влияние её правительства не распространялось на северо-восточные графства (нынешняя Северная Ирландия). Она не получила международного признания (за исключением РСФСР) и прекратила существование после образования Ирландского Свободного Государства 6 декабря 1922 года.
Руководителем ирландского правительства (ирл. Aireacht Dáil Éireann, англ. Ministry of Dáil Éireann) являлся премьер-министр (ирл. Príomh-Aire na Dála, англ. President of Dáil Éireann / President of the Ministry). 25 августа 1921 года поправкой к Конституции титул был изменён на президент Дойл Эрен (ирл. Uachtarán ar an nDáil Éireann, англ. President of Dáil Éireann), что косвенно устанавливало его статус как главы государства.
|          | Портрет         | Имя (годы жизни) | Полномочия      | Полномочия      | Партия          | Выборы | Кабинет                                           | Пр.           |
| Начало   | Портрет         | Имя (годы жизни) | Окончание       |                 | Партия          | Выборы | Кабинет                                           | Пр.           |
| -------- | --------------- | --- | --------------- | --------------- | --------------- | ------ | ------------------------------------------------- | ------------- |
| 1        |                 | Кахал Бру (1874—1922) англ. и ирл. Cathal Brugha урожд. Чарльз Уильям Сэнт Джон Бёрджесс англ. Charles William St. John Burgess        | 21 января 1919  | 1 апреля 1919   | Шинн Фейн       | 1918   | Дойл-1                                            | [ 14 ] [ 15 ] |
| 2 (I—II) |                 | Имон де Валера (1882—1975) ирл. Éamonn de Bhailéara англ. Éamon de Valera урожд. Эдвард Джордж де Валера англ. Edward George de Valera | 1 апреля 1919   | 26 августа 1921 | Шинн Фейн       | 1918   | Дойл-1                                            | [ 16 ] [ 17 ] |
| 2 (I—II) | 26 августа 1921 | Имон де Валера (1882—1975) ирл. Éamonn de Bhailéara англ. Éamon de Valera урожд. Эдвард Джордж де Валера англ. Edward George de Valera | 9 января 1922   | 1921            | Шинн Фейн       | Дойл-2 |                                                   | [ 16 ] [ 17 ] |
| 3        |                 | Артур Джозеф Гриффит (1872—1922) ирл. Art Ó Gríobhtha англ. Arthur Joseph Griffith                                                     | 9 января 1922   | 1921            | 12 августа 1922 | Дойл-2 | Шинн Фейн (сторонники Англо-ирландского договора) | [ 18 ] [ 19 ] |
| и. о.    |                 | Уильям Томас Косгрейв (1880—1965) ирл. Liam Tomás Mac Cosgair англ. William Thomas Cosgrave                                            | 12 августа 1922 | 9 сентября 1922 | [ комм. 5 ]     | Дойл-2 | Шинн Фейн (сторонники Англо-ирландского договора) | [ 20 ] [ 21 ] |
| 4 (I)    | 9 сентября 1922 | Уильям Томас Косгрейв (1880—1965) ирл. Liam Tomás Mac Cosgair англ. William Thomas Cosgrave                                            | 6 декабря 1922  | 1922            | Дойл-3          |        | Шинн Фейн (сторонники Англо-ирландского договора) | [ 20 ] [ 21 ] |

### Южная Ирландия (1921—1922)

Штандарт лорда-лейтенанта Ирландии

Южная Ирландия (англ. Southern Ireland, ирл. Deisceart Éireann) — краткое время существовавшая административно-политическая часть Соединённого Королевства Великобритании и Ирландии, созданная по Акту о Правительстве Ирландии 1920 года вместе с Северной Ирландией. Была образована 3 мая 1921 года и упразднена 6 декабря 1922 года, когда в соответствии с заключённым годом ранее Англо-ирландским договором было создано Ирландское Свободное государство, получившее статус доминиона.
Признаваемое Соединённым королевством Временное правительство Ирландии (во главе с председателем, англ. Chairman of the Provisional Government of Ireland, ирл. Cathaoirleach an Rialtais Shealadaigh na hÉireann), сформированное из депутатов второго созыва Дойл Эрен, избранных от округов Южной Ирландии, существовало параллельно с правительством Ирландской Республики() с 16 января 1922 года по 6 декабря 1922 года, при этом зачастую одни и те же лица входили в состав обоих правительств. После почти одновременной смерти Артура Джозефа Гриффита и гибели Майкла Джона Коллинза во главе обоих правительств встал Уильям Томас Косгрейв, затем ставший первым председателем исполнительного совета Ирландского Свободного Государства.
|        | Портрет         | Имя (годы жизни)                                                                            | Полномочия      | Полномочия      | Партия                                            | Выборы      | Кабинет | Пр.           |
| Начало | Портрет         | Имя (годы жизни)                                                                            | Окончание       |                 | Партия                                            | Выборы      | Кабинет | Пр.           |
| ------ | --------------- | ------------------------------------------------------------------------------------------- | --------------- | --------------- | ------------------------------------------------- | ----------- | ------- | ------------- |
| А      |                 | Майкл Джон Коллинз (1890—1922) ирл. Mícheál Seán Ó Coileáin англ. Michael John Collins      | 16 января 1922  | 22 августа 1922 | Шинн Фейн (сторонники Англо-ирландского договора) | 1921        | Дойл-2  | [ 26 ] [ 27 ] |
| и. о.  |                 | Уильям Томас Косгрейв (1880—1965) ирл. Liam Tomás Mac Cosgair англ. William Thomas Cosgrave | 22 августа 1922 | 25 августа 1922 | Шинн Фейн (сторонники Англо-ирландского договора) | [ комм. 9 ] | Дойл-2  | [ 20 ] [ 21 ] |
| Б      | 25 августа 1922 | Уильям Томас Косгрейв (1880—1965) ирл. Liam Tomás Mac Cosgair англ. William Thomas Cosgrave | 6 декабря 1922  | 1922            | Шинн Фейн (сторонники Англо-ирландского договора) | Дойл-3      |         | [ 20 ] [ 21 ] |

## Ирландское Свободное Государство (1922—1937)

Флаг Ирландии

Ирландское Свободное Государство (ирл. Saorstát Éireann, англ. Irish Free State) — государство-доминион, созданное 6 декабря 1922 года в соответствии с Англо-ирландским договором, подписанным годом раньше, — с момента введения в действие королевской прокламацией конституции Ирландского Свободного Государства. На момент создания включало всю территорию острова Ирландия, но Северная Ирландия (ирл. Tuaisceart Éireann, англ. Northern Ireland, ольст.-шотл. Norlin Airlann) уже на следующий день воспользовалась закреплённым в договоре правом на сецессию. Ирландское Свободное Государство официально прекратило существование 29 декабря 1937 года после принятия на референдуме новой конституции, ставшей следующим шагом в преобразовании доминиона в современную Республику Ирландия.
По конституции Председатель исполнительного совета Ирландского Свободного Государства (ирл. Uachtarán ar Ard-Chomhairle Shaorstát Éireann, англ. President of the Executive Council of the Irish Free State) являлся главой правительства, его полномочия в целом соответствовали статусу премьер-министра других доминионов с двумя существенными отличиями: во-первых, он избирался Дойл Эрен (мог быть избран любой депутат; на практике им становился лидер крупнейшей партийной фракции) и только затем утверждался генерал-губернатором (который в дальнейшем не участвовал в формировании состава исполнительного совета), и, во-вторых, он не мог отстранить кого-либо из министров от должности без роспуска правительства в целом и не мог просить генерал-губернатора о роспуске парламента без согласия всего исполнительного совета.
|                                                                        | Портрет          | Имя (годы жизни) | Полномочия      | Полномочия        | Партия                                            | Выборы | Кабинет | Пр.           |
| Начало                                                                 | Портрет          | Имя (годы жизни) | Окончание       |                   | Партия                                            | Выборы | Кабинет | Пр.           |
| ---------------------------------------------------------------------- | ---------------- | --- | --------------- | ----------------- | ------------------------------------------------- | ------ | ------- | ------------- |
| Председатели исполнительного совета Ирландского Свободного Государства |                  | |                 |                   |                                                   |        |         |               |
| 4 (II—VI)                                                              |                  | Уильям Томас Косгрейв (1880—1965) ирл. Liam Tomás Mac Cosgair англ. William Thomas Cosgrave                                            | 6 декабря 1922  | 13 сентября 1923  | Шинн Фейн (сторонники Англо-ирландского договора) | 1922   | Дойл-3  | [ 20 ] [ 21 ] |
|                                                                        | 19 сентября 1923 | Уильям Томас Косгрейв (1880—1965) ирл. Liam Tomás Mac Cosgair англ. William Thomas Cosgrave                                            | 23 июня 1927    | Куманн на Нгэйеал | 1923                                              | Дойл-4 |         | [ 20 ] [ 21 ] |
| 23 июня 1927                                                           | 11 октября 1927  | Уильям Томас Косгрейв (1880—1965) ирл. Liam Tomás Mac Cosgair англ. William Thomas Cosgrave                                            | 1927, июнь      | Куманн на Нгэйеал | Дойл-5                                            |        |         | [ 20 ] [ 21 ] |
| 11 октября 1927                                                        | 3 апреля 1930    | Уильям Томас Косгрейв (1880—1965) ирл. Liam Tomás Mac Cosgair англ. William Thomas Cosgrave                                            | 1927, сентябрь  | Куманн на Нгэйеал | Дойл-6                                            |        |         | [ 20 ] [ 21 ] |
| 3 апреля 1930                                                          | 9 марта 1932     | Уильям Томас Косгрейв (1880—1965) ирл. Liam Tomás Mac Cosgair англ. William Thomas Cosgrave                                            | 1927, сентябрь  | Куманн на Нгэйеал | Дойл-6                                            |        |         | [ 20 ] [ 21 ] |
| 2 (III—V)                                                              |                  | Имон де Валера (1882—1975) ирл. Éamonn de Bhailéara англ. Éamon de Valera урожд. Эдвард Джордж де Валера англ. Edward George de Valera | 9 марта 1932    | 8 февраля 1933    | Фианна Файл                                       | 1932   | Дойл-7  | [ 16 ] [ 17 ] |
| 2 (III—V)                                                              | 8 февраля 1933   | Имон де Валера (1882—1975) ирл. Éamonn de Bhailéara англ. Éamon de Valera урожд. Эдвард Джордж де Валера англ. Edward George de Valera | 21 июля 1937    | 1933              | Фианна Файл                                       | Дойл-8 |         | [ 16 ] [ 17 ] |
| 2 (III—V)                                                              | 21 июля 1937     | Имон де Валера (1882—1975) ирл. Éamonn de Bhailéara англ. Éamon de Valera урожд. Эдвард Джордж де Валера англ. Edward George de Valera | 29 декабря 1937 | 1933              | Фианна Файл                                       | Дойл-9 |         | [ 16 ] [ 17 ] |

## Ирландия (1937—1949)
Ирландия (ирл.  Éire, англ. Ireland) — наименование страны, установленное конституцией, принятой на референдуме 1937 года и вступившей в силу 29 декабря 1937 года. По этой конституции вместо представлявшего британского монарха генерал-губернатора был учреждён церемониальный пост президента Ирландии (ирл. Uachtarán na hÉireann, англ. President of Ireland). При этом государство не было провозглашено республикой, и британский монарх продолжал править в качестве короля Ирландии, а президент Ирландии осуществлял символические функции исключительно внутри государства. В то же время были значительно усилены полномочия главы правительства, получившего название тишек (англ. и ирл. Taoiseach), фактического главы исполнительной власти Ирландии, выдвигаемого Дойл Эрен (преобразованного в нижнюю палату ставшего двухпалатным парламента) и утверждаемого президентом.
|           | Портрет      | Имя (годы жизни) | Полномочия      | Полномочия     | Партия | Выборы  | Кабинет | Пр.           |
| Начало    | Портрет      | Имя (годы жизни) | Окончание       |                | Партия | Выборы  | Кабинет | Пр.           |
| --------- | ------------ | --- | --------------- | -------------- | --- | ------- | ------- | ------------- |
| 2 (VI—IX) |              | Имон де Валера (1882—1975) ирл. Éamonn de Bhailéara англ. Éamon de Valera урожд. Эдвард Джордж де Валера англ. Edward George de Valera | 29 декабря 1937 | 30 июня 1938   | Фианна Файл | (1933)  | Дойл-9  | [ 16 ] [ 17 ] |
| 2 (VI—IX) | 30 июня 1938 | Имон де Валера (1882—1975) ирл. Éamonn de Bhailéara англ. Éamon de Valera урожд. Эдвард Джордж де Валера англ. Edward George de Valera | 1 июля 1943     | 1938           | Фианна Файл | Дойл-10 |         | [ 16 ] [ 17 ] |
| 2 (VI—IX) | 1 июля 1943  | Имон де Валера (1882—1975) ирл. Éamonn de Bhailéara англ. Éamon de Valera урожд. Эдвард Джордж де Валера англ. Edward George de Valera | 9 июня 1944     | 1943           | Фианна Файл | Дойл-11 |         | [ 16 ] [ 17 ] |
| 2 (VI—IX) | 9 июня 1944  | Имон де Валера (1882—1975) ирл. Éamonn de Bhailéara англ. Éamon de Valera урожд. Эдвард Джордж де Валера англ. Edward George de Valera | 18 февраля 1948 | 1944           | Фианна Файл | Дойл-12 |         | [ 16 ] [ 17 ] |
| 5 (I)     |              | Джон Алоизиус Костелло (1891—1976) ирл. Seán Alabhaois Mac Coisdealbha англ. John Aloysius Costello                                    | 18 февраля 1948 | 18 апреля 1949 | Фине Гэл в коалиции с Лейбористской партией, Кланн на Поблахта, Кланн на Талван, Национальной лейбористской партией, с участием независимых политиков | 1948    | Дойл-13 | [ 31 ] [ 32 ] |

## Республика Ирландия (с 1949)
Республика Ирландия (ирл. Poblacht na hÉireann, англ. Republic of Ireland) — наименование страны, принятое после вступления в силу Закона об Ирландии 1948 года. Закон вступил в силу 18 апреля 1949 года, в Пасхальный понедельник, в 33-ю годовщину начала Пасхального восстания. Международные и дипломатические функции, ранее принадлежавшие монарху, были переданы президенту Ирландии, что окончательно установило его статус главы государства. В соответствии с действовавшими правилами Содружества, декларирование республики автоматически прекратило её в нём членство и формы влияния на политику национального правительства со стороны правительства Его Величества.
|            | Портрет        | Имя (годы жизни) | Полномочия      | Полномочия                                                            | Партия | Выборы                                                                | Кабинет | Пр.           |
| Начало     | Портрет        | Имя (годы жизни) | Окончание       |                                                                       | Партия | Выборы                                                                | Кабинет | Пр.           |
| ---------- | -------------- | --- | --------------- | --------------------------------------------------------------------- | --- | --------------------------------------------------------------------- | --- | ------------- |
| (5) (I)    |                | Джон Алоизиус Костелло (1891—1976) ирл. Seán Alabhaois Mac Coisdealbha англ. John Aloysius Costello                                       | 18 апреля 1949  | 13 июня 1951                                                          | Фине Гэл в коалиции с Лейбористской партией, Кланн на Поблахта, Кланн на Талван, Национальной лейбористской партией, с участием независимых политиков | (1948)                                                                | Дойл-13 | [ 31 ] [ 32 ] |
| 2 (X)      |                | Имон де Валера (1882—1975) ирл. Éamonn de Bhailéara англ. Éamon de Valera урожд. Эдвард Джордж де Валера англ. Edward George de Valera    | 13 июня 1951    | 2 июня 1954                                                           | Фианна Файл | 1951                                                                  | Дойл-14 | [ 16 ] [ 17 ] |
| 5 (II)     |                | Джон Алоизиус Костелло (1891—1976) ирл. Seán Alabhaois Mac Coisdealbha англ. John Aloysius Costello                                       | 2 июня 1954     | 20 марта 1957                                                         | Фине Гэл в коалиции с Лейбористской партией и Кланн на Талван                                                                                         | 1954                                                                  | Дойл-15 | [ 31 ] [ 32 ] |
| 2 (XI)     |                | Имон де Валера (1882—1975) ирл. Éamonn de Bhailéara англ. Éamon de Valera урожд. Эдвард Джордж де Валера англ. Edward George de Valera    | 20 марта 1957   | 23 июня 1959                                                          | Фианна Файл | 1957                                                                  | Дойл-16 | [ 16 ] [ 17 ] |
| 6 (I—III)  |                | Шон Фрэнсис Лемасс (1899—1971) ирл. Seán Ó Leimeas англ. Seán Francis Lemass                                                              | 23 июня 1959    | 11 ноября 1961                                                        | Фианна Файл | 1957                                                                  | Дойл-16 | [ 35 ] [ 36 ] |
| 6 (I—III)  | 11 ноября 1961 | Шон Фрэнсис Лемасс (1899—1971) ирл. Seán Ó Leimeas англ. Seán Francis Lemass                                                              | 21 апреля 1965  | 1961                                                                  | Фианна Файл | Дойл-17                                                               | | [ 35 ] [ 36 ] |
| 6 (I—III)  | 21 апреля 1965 | Шон Фрэнсис Лемасс (1899—1971) ирл. Seán Ó Leimeas англ. Seán Francis Lemass                                                              | 10 ноября 1966  | 1965                                                                  | Фианна Файл | Дойл-18                                                               | | [ 35 ] [ 36 ] |
| 7 (I—II)   |                | Джон Мэри Линч (1917—1999) ирл. Seán Ó Loingsigh англ. John Mary Lynch                                                                    | 10 ноября 1966  | 1965                                                                  | Фианна Файл | Дойл-18                                                               | 2 июля 1969 | [ 37 ] [ 38 ] |
| 7 (I—II)   | 2 июля 1969    | Джон Мэри Линч (1917—1999) ирл. Seán Ó Loingsigh англ. John Mary Lynch                                                                    | 14 марта 1973   | 1969                                                                  | Фианна Файл | Дойл-19                                                               | | [ 37 ] [ 38 ] |
| 8          |                | Уильям Томас Косгрейв (1920—2017) ирл. Liam Tomás Mac Cosgair англ. William Thomas Cosgrave извест. как Лиам Косгрейв англ. Liam Cosgrave | 14 марта 1973   | 5 июля 1977                                                           | Фине Гэл в коалиции с Лейбористской партией | 1973                                                                  | Дойл-20 | [ 39 ] [ 40 ] |
| 7 (III)    |                | Джон Мэри Линч (1917—1999) ирл. Seán Ó Loingsigh англ. John Mary Lynch                                                                    | 5 июля 1977     | 11 декабря 1979                                                       | Фианна Файл | 1977                                                                  | Дойл-21 | [ 37 ] [ 38 ] |
| 9 (I)      |                | Чарльз Джеймс Хоги (1925—2006) ирл. Cathal Séamas Ó hEochaidh англ. Charles James Haughey                                                 | 11 декабря 1979 | 30 июня 1981                                                          | Фианна Файл | 1977                                                                  | Дойл-21 | [ 41 ] [ 42 ] |
| 10 (I)     |                | Гаррет Майкл Фицджеральд (1926—2011) ирл. Gearoid Micheal Mac Gearailt англ. Garret Michael FitzGerald                                    | 30 июня 1981    | 9 марта 1982                                                          | Фине Гэл в коалиции с Лейбористской партией | 1981                                                                  | Дойл-22 | [ 43 ] [ 44 ] |
| 9 (II)     |                | Чарльз Джеймс Хоги (1925—2006) ирл. Cathal Séamas Ó hEochaidh англ. Charles James Haughey                                                 | 9 марта 1982    | 14 декабря 1982                                                       | Фианна Файл | 1982, февраль                                                         | Дойл-23 | [ 41 ] [ 42 ] |
| 10 (II)    |                | Гаррет Майкл Фицджеральд (1926—2011) ирл. Gearoid Micheal Mac Gearailt англ. Garret Michael FitzGerald                                    | 14 декабря 1982 | 10 марта 1987                                                         | Фине Гэл до января 1987 года в коалиции с Лейбористской партией                                                                                       | 1982, ноябрь                                                          | Дойл-24 | [ 43 ] [ 44 ] |
| 9 (III—IV) |                | Чарльз Джеймс Хоги (1925—2006) ирл. Cathal Séamas Ó hEochaidh англ. Charles James Haughey                                                 | 10 марта 1987   | 12 июля 1989                                                          | Фианна Файл | 1987                                                                  | Дойл-25 | [ 41 ] [ 42 ] |
| 9 (III—IV) | 12 июля 1989   | Чарльз Джеймс Хоги (1925—2006) ирл. Cathal Séamas Ó hEochaidh англ. Charles James Haughey                                                 | 11 февраля 1992 | Фианна Файл в коалиции с Прогрессивными демократами                   | 1989 | Дойл-26                                                               | | [ 41 ] [ 42 ] |
| 11 (I—II)  |                | Альберт Мартин Рейнольдс (1932—2014) ирл. Ailbhe Mac Raghnaill англ. Albert Martin Reynolds                                               | 11 февраля 1992 | 12 января 1993                                                        | 1989 | Дойл-26                                                               | Фианна Файл до ноября 1992 года в коалиции с Прогрессивными демократами                                           | [ 45 ] [ 46 ] |
| 11 (I—II)  | 12 января 1993 | Альберт Мартин Рейнольдс (1932—2014) ирл. Ailbhe Mac Raghnaill англ. Albert Martin Reynolds                                               | 15 декабря 1994 | Фианна Файл до ноября 1994 года в коалиции с Лейбористской партией    | 1992 | Дойл-27а                                                              | | [ 45 ] [ 46 ] |
| 12         |                | Джон Джерард Братон (1947—) ирл. Seán de Briotún англ. John Gerard Bruton                                                                 | 15 декабря 1994 | 26 июня 1997                                                          | 1992 | Фине Гэл в коалиции с Лейбористской партией и Демократическими левыми | Дойл-27б | [ 47 ] [ 48 ] |
| 13 (I—III) |                | Патрик Бартоломью Ахерн (1951—) ирл. Pádraig Parthalán Ó hEachthairn англ. Patrick Bartholomew Ahern                                      | 26 июня 1997    | 6 июня 2002                                                           | Фианна Файл в коалиции с Прогрессивными демократами                                                                                                   | 1997                                                                  | Дойл-28 | [ 49 ] [ 50 ] |
| 13 (I—III) | 6 июня 2002    | Патрик Бартоломью Ахерн (1951—) ирл. Pádraig Parthalán Ó hEachthairn англ. Patrick Bartholomew Ahern                                      | 14 июня 2007    | 2002                                                                  | Фианна Файл в коалиции с Прогрессивными демократами                                                                                                   | Дойл-29                                                               | | [ 49 ] [ 50 ] |
| 13 (I—III) | 14 июня 2007   | Патрик Бартоломью Ахерн (1951—) ирл. Pádraig Parthalán Ó hEachthairn англ. Patrick Bartholomew Ahern                                      | 7 мая 2008      | Фианна Файл в коалиции с Прогрессивными демократами и Зелёной партией | 2007 | Дойл-30                                                               | | [ 49 ] [ 50 ] |
| 14         |                | Брайан Бернард Коуэн (1960—) ирл. Brian Ó Comhain англ. Brian Bernard Cowen                                                               | 7 мая 2008      | 9 марта 2011                                                          | 2007 | Дойл-30                                                               | Фианна Файл в коалиции с Прогрессивными демократами (до ноября 2009 года) и Зелёной партией (до января 2011 года) | [ 51 ] [ 52 ] |
| 15 (I—II)  |                | Энда Патрик Кенни (1951—) ирл. Éanna Ó Cionaoith англ. Enda Patrick Kenny                                                                 | 9 марта 2011    | 10 марта 2016                                                         | Фине Гэл в коалиции с Лейбористской партией | 2011                                                                  | Дойл-31 | [ 53 ] [ 54 ] |
| 15 (I—II)  | 6 мая 2016     | Энда Патрик Кенни (1951—) ирл. Éanna Ó Cionaoith англ. Enda Patrick Kenny                                                                 | 14 июня 2017    | Фине Гэл с участием независимых политиков                             | 2016 | Дойл-32                                                               | | [ 53 ] [ 54 ] |
| 16 (I)     |                | Лео Эрик Варадкар (1979—) ирл. Leo de Varad англ. Leo Eric Varadkar                                                                       | 14 июня 2017    | Фине Гэл с участием независимых политиков                             | 2016 | Дойл-32                                                               | 27 июня 2020 | [ 55 ] [ 56 ] |
| 17 (I)     |                | Михол Мартин (1960—) ирл. Mícheál Ó Máirtín англ. Micheál Martin                                                                          | 27 июня 2020    | 17 декабря 2022                                                       | Фианна Файл в коалиции с Фине Гэл и Зелёной партией                                                                                                   | 2020                                                                  | Дойл-33 | [ 57 ] [ 58 ] |
| 16 (II)    |                | Лео Эрик Варадкар (1979—) ирл. Leo de Varad англ. Leo Eric Varadkar                                                                       | 17 декабря 2022 | 9 апреля 2024                                                         | Фине Гэл в коалиции с Фианна Файл и Зелёной партией                                                                                                   | 2020                                                                  | Дойл-33 | [ 55 ] [ 56 ] |
| 18         |                | Саймон Харрис (1986—) англ. и ирл. Simon Harris                                                                                           | 9 апреля 2024   | 23 января 2025                                                        | Фине Гэл в коалиции с Фианна Файл и Зелёной партией                                                                                                   | 2020                                                                  | Дойл-33 | [ 59 ] [ 60 ] |
| 17 (II)    |                | Михол Мартин (1960—) ирл. Mícheál Ó Máirtín англ. Micheál Martin                                                                          | 23 января 2025  | действующий                                                           | Фианна Файл в коалиции с Фине Гэл | 2024                                                                  | Дойл-34 | [ 61 ]        |